# Folhas de fileira

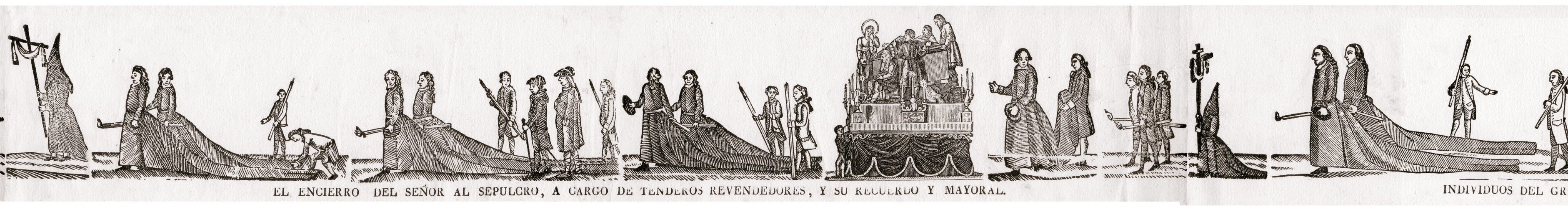
Uma folha de fileira.

As folhas de fileira (em catalão: fulls de rengle) são um tipo de documento impresso com a representação de fileiras de soldados, procissões, desfiles, séquitos, etc. Como é evidente, o nome vem da disposição alinhada em linhas das figuras que aparecem.
As folhas das fileiras foram muito populares na Catalunha entre os séculos XVIII e XX. Junto com os Aleluias, a literatura de cana e corda (romances) e apresentações é um dos elementos mais característicos da cultura visual popular catalã. As folhas de fileiras catalãs derivam de modelos europeus. As gravuras que representam decadas, desfiles e procissões existem na Europa desde pelo menos o século XVII.
A particularidade das folhas das fileiras catalãs é que elas são impressas utilizando principalmente procedimentos xilográficos, enquanto o uso de impressão em calcografia para este tipo de impressão é bastante restrito. No século XIX, foram adotadas a litografia, cromolitografia e outros processos de impressão mecânica.
Destes documentos, os mais antigos representam filas de soldados vistos frontalmente. Mais tarde, esta fórmula gráfica foi adaptada para representar procissões religiosas (Semana Santa, Corpus), que ainda são representadas com as figuras vistas de lado.
As folhas impressas consistiam em várias fileiras que as pessoas cortaram e juntaram para formar uma única tira (muito longa e geralmente enrolada) que representava o séquito inteiro. Por este motivo, folhas de fileira são geralmente consideradas precursores de recortes.
Algumas das impressões que se destacaram na edição deste tipo de documentos, destacam-se a casa de Paluzié em Barcelona ou o Grado de Reus.
O Arquivo Joan Amades preserva uma importante coleção de folhas de fileiras.